# Langue des signes autrichienne
La langue des signes autrichienne (en allemand : Österreichische Gebärdensprache, ÖGS) est une langue des signes utilisée par les sourds et leurs proches en Autriche. Elle est reconnue officiellement le 1er septembre 2005 dans la Constitution autrichienne.

## Histoire

### Reconnaissance dans la constitution
La langue des signes autrichienne est reconnue officiellement le 1er septembre 2005. La Constitution d'Autriche est modifiée afin d'inclure l'« Article 8 (3) : Die Österreichische Gebärdensprache ist als eigenständige Sprache anerkannt. Das Nähere bestimmen die Gesetze. » (en français : « La langue des signes autrichienne est reconnue comme une langue à part entière. Dans les limites de la Loi. »).

## Association
L'association autrichienne des sourds (en allemand : Österreichischer Gehörlosenbund) est dirigée par Helene Jarmer.